# Блохин, Александр Олегович
Александр Олегович Блохин (род. 18 января 1983, Калинин) — российский хоккеист, нападающий.

## Биография
Воспитанник тверского хоккея, первый тренер Геннадий Сушков, затем Андрей Филенков. Учился в одном спортивном классе с Ильёй Ковальчуком, играли за юношеские команды Москвы — Ковальчук — за «Спартак», Блохин — за «Динамо».
Начинал играть во второй лиге за тверской клуб СДЮШОР (1998/99 — 2001/02). Выступал за команды ТХК (2000/01 — 2001/02, 2003/04, 2011/12 - 2012/13), «Нефтехимик» (2002 — один матч), «Нефтехимик-2» (2002 — три матча), «Северсталь» и «Северсталь-2» (2002/03 — по 17 матчей), ХК МВД и ХК МВД — ТХК (2004/05), «Химик» Воскресенск (2005/06), «Химик-2» Воскресенск (2005/06, 2008/09), «Дизель» (2006/07), «Химик» Мытищи и «Химик-2» Мытищи (2007/08), «Титан» (2009/10), «Дизель-2» (2010/11), «Рязань» (2011), «Сахалин» (2013/14), «Алтай» Барнаул (2015/16), Бинокор (2018/19 — два матча).
Имел пятилетний контракт с «Северсталью», но по собственным словам, не справился с «медными трубами».
Перед сезоном 2008/09 был приглашен в воскресенский «Химик», но в предсезонном матче порвал крестообразную связку, перенёс неудачную операцию в Ясенево и не смог сыграть в КХЛ. После трёх матчей, проведённых за «Химик-2», получил разрыв связки левого плеча. После сезона в Твери, был приглашен в «Дизель», но там получил разрыв связок правого плеча. Вновь перенёс неудачную операцию, после которой полгода не мог поднять руку. Сезон 2012/13 начал в ВХЛ в ТХК, сыграл 17 матчей, но из-за операции на колене пропустил остаток сезона. После сезона 2013/14, проведённого в «Сахалине», следующий сезон пропустил.
Игрок команды чемпионата Тверской области «Корчева» (Конаково), юношеский тренер.
Серебряный призер чемпионата России 2003 года.